# Brian Christen
Brian Christen (ur. 27 listopada 1926 w Bradford w hrabstwie Yorkshire, zm. 29 grudnia 2000 w Toronto) – krykiecista narodowości angielskiej, który po wyemigrowaniu do Kanady zagrał w barwach tego państwa w pięciu meczach testowych. Specjalizował się w grze jako rzucający.